# Henri Virlogeux
Henri Virlogeux (22 de marzo de 1924 – 19 de diciembre de 1995) fue un actor teatral, cinematográfico y televisivo de nacionalidad francesa.

## Biografía
Nacido en Nevers, Francia, con 18 años dejó el seminario e inició estudios de derecho. Sin embargo, su pasión por el teatro le llevó a París, donde participó en los cursos de Charles Dullin y actuó en cabarets de la margen izquierda. Fue Jean Vilar el que le permitió iniciar su carrera con papeles en Maître Puntila et son valet Matti, de Bertolt Brecht, y El avaro, de Molière. Posteriormente entró a formar parte de la Compagnie Renaud-Barrault.
Virlogeux consiguió grandes éxitos sobre las tablas, pero gracias a la televisión le llegó la fama, sobre todo por papeles como los llevados a cabo en Les Rois maudits, Le Pain noir, La Chambre des dames, Trotski, o Les Cinq Dernières Minutes. A principios de los años 1970 hizo el papel de Herlock Sholmès, pastiche francés de Sherlock Holmes, en la serie televisiva (1971-1974) de ORTF Arsène Lupin, con Georges Descrières, Roger Carel y Bernard Giraudeau, entre otros intérpretes. Terres gelées, de Maurice Frydland, fue la última producción que rodó para la televisión, actuando en la misma junto a su esposa, Véronique Silver.
Además, participó en un total de una cincuentena de películas para la gran pantalla, trabajando también como actor de voz en numerosas producciones.
Henri Virlogeux falleció en  París, Francia, en 1995.

## Teatro
- 1956 : Nemo, de Alexandre Rivemale, escenografía de Jean-Pierre Grenier, Théâtre Marigny
- 1956 : L'Hôtel du libre échange, de Georges Feydeau, escenografía de Jean-Pierre Grenier, Théâtre Marigny
- 1957 : La visita de la anciana dama, de Friedrich Dürrenmatt, escenografía de Jean-Pierre Grenier, Théâtre Marigny
- 1957 : Pericles, príncipe de Tiro, de William Shakespeare, escenografía de René Dupuy, Teatro del Ambigu-Comique
- 1958 : L'Étonnant Pennypacker, de Liam O'Brien, escenografía de Jean-Pierre Grenier, Théâtre Marigny
- 1959 : Le Vélo devant la porte, adaptación de Marc-Gilbert Sauvajon a partir de Desperate Hours, de Joseph Hayes, escenografía de Jean-Pierre Grenier, Théâtre Marigny
- 1959 : Los forjadores de imperios, de Boris Vian, escenografía de Jean Négroni, Théâtre Récamier
- 1960 : Un garçon d'honneur, de Antoine Blondin y Paul Guimard a partir de Lord Arthur Savile's Crime, de Oscar Wilde, escenografía de Claude Barma, Théâtre Marigny
- 1960 : Lettre morte, de Robert Pinget, escenografía de Jean Martin, Théâtre Récamier
- 1960 : Le Mobile, de Alexandre Rivemale, escenografía de Jean-Pierre Grenier, Théâtre Fontaine
- 1962 : Johnnie Cœur, de Romain Gary, escenografía de François Périer, Théâtre de la Michodière
- 1962 : La foire d'empoigne, de Jean Anouilh, escenografía del autor y de Roland Piétri, con Paul Meurisse, Teatro de los Campos Elíseos
- 1963 : Six Hommes en question, de Frédéric Dard y Robert Hossein, escenografía de Robert Hossein, Théâtre Antoine
- 1963 : Sémiramis, de Marc Camoletti, escenografía de Michel de Ré, Théâtre Edouard VII
- 1964 : Croque-monsieur, de Marcel Mithois, escenografía de Jean-Pierre Grenier, Théâtre Saint Georges
- 1966 : La Bouteille à l'encre, de Albert Husson, escenografía de Jean-Pierre Grenier, Théâtre Saint-Georges
- 1967 : Chaud et froid, de Fernand Crommelynck, escenografía de Pierre Franck, Théâtre de l'Œuvre
- 1967 : Saint-Dupont, de Marcel Mithois, escenografía de Jean-Pierre Grenier, Théâtre de la Renaissance
- 1970 : Homme pour homme, de Bertolt Brecht, escenografía de Jacques Rosner, Théâtre de la Cité Villeurbanne[1]
- 1973 : L'Île pourpre, de Mijaíl Bulgákov, escenografía de Jorge Lavelli, Théâtre de la Ville
- 1973 : El avaro, de Molière, escenografía de Georges Werler
- 1974 : Trotsky à Coyoacan, de Hartmut Lange, escenografía de André Engel
- 1975 : Coquin de coq, de Sean O'Casey, escenografía de Guy Rétoré, Festival de Aviñón
- 1978 : Maître Puntila et son valet Matti, de Bertolt Brecht, escenografía de Guy Rétoré, Théâtre de l'Est parisien
- 1979 - 1980 : Les Aiguilleurs de Brian Phelan
- 1981 : Ai-je dit que je suis bossu ?, de François Billetdoux, escenografía de Roger Blin, Théâtre Montparnasse
- 1981 : Peer Gynt, de Henrik Ibsen, escenografía de Patrice Chéreau, Teatro Nacional Popular, Théâtre de la Ville
- 1982 : Le Fauteuil à Bascule, de Jean-Claude Brisville, escenografía de Jean-Pierre Miquel, Théâtre du Petit-Odéon
- 1984 : La ilusión cómica, de Pierre Corneille, escenografía de Giorgio Strehler, Teatro del Odéon
- 1985 :L'Entretien de M. Descartes avec M. Pascal le jeune, de Jean-Claude Brisville, escenografía de Jean-Pierre Miquel, Teatro del Odéon
- 1985 : La ilusión cómica, de Pierre Corneille, escenografía de Giorgio Strehler, Teatro del Odéon
- 1987 : Le Fauteuil à Bascule, de Jean-Claude Brisville, escenografía de Pierre Boutron, Teatro de los Campos Elíseos
- 1988 : Las tres hermanas, de Antón Chéjov, escenografía de Maurice Bénichou, Festival de Aviñón
- 1989 : Les Meilleurs Amis, de Hugh Whitemore, con Guy Tréjan y Edwige Feuillère, Teatro de los Campos Elíseos
- 1990 : La Cuisse du steward, de Jean-Michel Ribes, Théâtre de la Renaissance
- 1991 : L'Antichambre, de Jean-Claude Brisville, escenografía de Jean-Pierre Miquel, Théâtre de l'Atelier
- 1992 : L'Antichambre, de Jean-Claude Brisville, escenografía de Jean-Pierre Miquel, Théâtre de Nice
- 1993 : L'Antichambre, de Jean-Claude Brisville, escenografía de Jean-Pierre Miquel, Théâtre des Célestins
- 1995 : Maître, de Thomas Bernhard, escenografía de Jean-Luc Boutté, Théâtre Hébertot

## Filmografía

### Cinema
- 1956 : Le Septième Commandement, de Raymond Bernard
- 1957 : Le Coin tranquille, de Robert Vernay
- 1958 : Échec au porteur, de Gilles Grangier
- 1958 : C'est la faute d'Adam, de Jacqueline Audry
- 1958 : Le Septième Ciel, de Raymond Bernard
- 1958 : L'École des cocottes, de Jacqueline Audry
- 1958 : Madame et son auto, de Robert Vernay
- 1959 : Los 400 golpes, de François Truffaut
- 1959 : Le Secret du chevalier d'Eon, de Jacqueline Audry
- 1960 : Au cœur de la ville, de Pierre Gautherin
- 1960 : Arrêtez les tambours, de Georges Lautner
- 1960 : La Corde raide, de Jean-Charles Dudrumet
- 1961 : La Famille Fenouillard, de  Yves Robert
- 1961 : Un nommé La Rocca, de Jean Becker
- 1962 : Horace 62, de André Versini
- 1962 : C'est pas moi, c'est l'autre, de Jean Boyer
- 1962 : Les Sept Péchés capitaux, de Philippe de Broca (sketch "La Gourmandise")
- 1962 : Arsène Lupin contre Arsène Lupin, de Édouard Molinaro
- 1963 : Carambolages, de Marcel Bluwal
- 1963 : Le Vice et la Vertu, de Roger Vadim
- 1963 : Mélodie en sous-sol, de Henri Verneuil
- 1963 : Le Jour et l'Heure, de René Clément
- 1963 : Le Magot de Josefa, de Claude Autant-Lara
- 1963 : Le Bon Roi Dagobert, de Pierre Chevalier
- 1964 : Le Grenier aux souvenirs : Le Train du souvenir, de Claude-Yvon Leduc
- 1964 : L'Enfer, de Henri-Georges Clouzot
- 1964 : Banco à Bangkok pour OSS 117, de André Hunebelle
- 1964 : Patate, de Robert Thomas
- 1964 : Les Gorilles, de Jean Girault
- 1965 : Le Corniaud, de Gérard Oury
- 1965 : Un milliard dans un billard, de Nicolas Gessner
- 1965 : L'Or du duc, de Jacques Baratier
- 1965 : Les Bons Vivants, de Gilles Grangier
- 1966 : On a volé la Joconde, de Michel Deville
- 1966 : Le Saint prend l'affût, de Christian-Jaque
- 1967 : Le Fou du labo 4, de Jacques Besnard
- 1967 : Le Dimanche de la vie, de Jean Herman
- 1968 : Un drôle de colonel, de Jean Girault
- 1968 : Caroline chérie, de Denys de La Patellière
- 1968 : Le Tatoué, de Denys de La Patellière
- 1969 : The Madwoman of Chaillot, de Bryan Forbes
- 1969 : Les Femmes, de Jean Aurel
- 1969 : Les Patates, de Claude Autant-Lara
- 1969 : Poussez pas grand-père dans les cactus, de Jean-Claude Dague
- 1972 : Demasiado bonitas para ser honestas, de Richard Balducci
- 1976 : L'Année sainte, de Jean Girault
- 1977 : Le mille-pattes fait des claquettes, de Jean Girault
- 1977 : Mort d'un pourri, de Georges Lautner
- 1978 : L'Exercice du pouvoir, de Philippe Galland
- 1978 : L'Associé, de René Gainville
- 1980 : Alors heureux ?, de Claude Barrois
- 1980 : Cherchez l'erreur, de Serge Korber
- 1981 : Signé Furax, de Marc Simenon
- 1981 : Les Années lumière, de Alain Tanner
- 1983 : Flics de choc, de Jean-Pierre Desagnat
- 1985 : La Tentation d'Isabelle, de Jacques Doillon
- 1986 : La Gitane, de Philippe de Broca
- 1988 : Au sud du monde, de Bernard Aubouy y Claire Lusseyran
- 1988 : Quel temps fait-il ?, de Laurence Moustier
- 1989 : La Roue, de Hugues Fontaine
- 1990 : La Guerre des toiles, de Philippe Bérenger
- 1991 : Ennui mortel, de Philippe Bérenger
- 1991 : L'Ordinateur amoureux, de Henri Helman
- 1993 : La Joie de vivre, de Roger Guillot

### Televisión
- 1960 : Les Joueurs, de Marcel Bluwal
- 1961 : Le Théâtre de la jeunesse : Gaspard ou le petit tambour de la neige], de Claude Santelli, dirección de Jean-Pierre Marchand
- 1961 : Le Théâtre de la jeunesse : Le Capitaine Fracasse, a partir de Théophile Gautier, dirección de François Chatel
- 1961 : L'Amour des trois oranges, de Pierre Badel
- 1961 : Les Deux Orphelines
- 1961 : Le Mariage de Figaro, de Marcel Bluwal
- 1962 : Le Théâtre de la jeunesse : Gargantua, de Rabelais, dirección de Pierre Badel
- 1964 : Le Théâtre de la jeunesse : Le Magasin d'antiquités, de René Lucot
- 1964 : La Mégère apprivoisée, de Pierre Badel
- 1964 : Rocambole, de Jean-Pierre Decourt
- 1964 : Les Fables de La Fontaine : Le Chat, la Belette, et le Petit Lapin, de Hervé Bromberger
- 1965 : La Misère et la gloire, de Henri Spade
- 1965 : Génousie, de Claude Loursais
- 1965 : Ubu roi, de Jean-Christophe Averty
- 1965 : Le train bleu s'arrête 13 fois, de Mick Roussel, episodio Dijon, Premier Courrier
- 1966 : Rouletabille, de Robert Mazoyer
- 1966 : Le Chevalier d'Harmental, de Jean-Pierre Decourt
- 1966 : La Fille du Régent, de Jean-Pierre Decourt
- 1966 : Edmée, de Jean-Marie Coldefy
- 1966 : Beaumarchais ou 60000 fusils, de Marcel Bluwal
- 1966 : Orion le tueur, de Georges Folgoas
- 1967 : Anna, de Pierre Koralnik
- 1967 : Max le débonnaire : segmento De quoi je me mêle, de Yves Allégret
- 1967 : L'Ami Fritz, de Georges Folgoas
- 1967 : Valmy, de Abel Gance y Jean Chérasse
- 1967 : Les Sept de l'escalier quinze B, de Georges Régnier
- 1967 : Vidocq, de Marcel Bluwal, Le Mariage de Vidocq
- 1968 : Sarn, de Claude Santelli
- 1968 : L'Homme de l'ombre, de Guy Jorré, episodio l'Engrenage
- 1968 : Le Bourgeois gentilhomme, de Pierre Badel
- 1969 : Le Songe d'une nuit d'été, de Jean-Christophe Averty
- 1969 : Que ferait donc Faber ?, de Dolorès Grassian
- 1969 : Candice, ce n'est pas sérieux, de Lazare Iglesis
- 1969 : La Robe mauve de Valentine, de Robert Crible
- 1969 : La Veuve rusée, de Jean Bertho
- 1970 : Les Fiancés de Loches, de Pierre Badel
- 1970 : Pierre de Ronsard, gentilhomme vendômois, de Georges Lacombe
- 1970 : Le chien qui a vu Dieu, de Paul Paviot
- 1971 : Si j'étais vous, de Ange Casta
- 1971-1974 : Arsène Lupin : Herlock Sholmes
- 1971-1974 : Schulmeister, espion de l'empereur, de Jean-Pierre Decourt
- 1972 : Le Tricorne, de Jean-Paul Roux
- 1972 : Le Sagouin, de Serge Moati
- 1972 : La Feuille d'érable : 3000 soldats, une fille
- 1972 : Les Évasions célèbres : Attale, esclave Gaulois, de Jean-Pierre Decourt
- 1972 : Mauprat, de Jacques Trébouta
- 1972 : Les Cinq Dernières Minutes, de Claude Loursais, episodio Chassé-croisé
- 1972 : Les Rois maudits, de Claude Barma
- 1973 : Le Masque aux yeux d'or, de Paul Paviaut
- 1973 : Pierre et Jean, de Michel Favart
- 1973 : L'Alphomega, de Lazare Iglesis
- 1973 : Histoire d'une fille de ferme, de Claude Santelli
- 1973 : L'Hiver d'un gentilhomme, de Yannick Andréi
- 1973 : Le Mauvais, de Paul Paviot
- 1974 : Les Cinq Dernières Minutes, de Claude Loursais, episodio Rouges sont les vendanges
- 1974 : Le Pain noir, de Serge Moati
- 1975 : Le Voyage en province, de Jacques Tréfouël
- 1975 : Tous les jours de la vie, de Maurice Frydland
- 1975 : Le Mystère Frontenac, de Maurice Frydland
- 1975 : Léopold le bien-aimé, de Georges Wilson
- 1976 : La Chronique des Dubois de Claude Caron, Jean-Jacques Goron : Sigivald
- 1976 : Les Cinq Dernières Minutes, episodio Le Collier d'épingles, de Claude Loursais
- 1976 : Le Cousin Pons, de Guy Jorré
- 1977 : Un crime de notre temps, de Gabriel Axel
- 1977 : D'Artagnan amoureux, de Yannick Andréi
- 1977 : Au théâtre ce soir : L'Archipel Lenoir, de Armand Salacrou, escenografía de René Clermont, dirección de Pierre Sabbagh, Théâtre Marigny
- 1978 : Derniers témoins: Riom, le procès boomerang
- 1978 : L'Avare, de Jean Pignol
- 1979 : Le Roi qui vient du sud, de Marcel Camus y Heinz Schirk
- 1979 : Staline-Trotsky : Le Pouvoir et la révolution, de Yves Ciampi
- 1979 : Histoires de voyous: Le Concierge revient tout de suite, de Michel Wyn
- 1979 : Azouk, de Jean-Christophe Averty
- 1979 : Le Comte de Monte-Cristo, de Denys de La Patellière
- 1980 : Hoero! Bunbun, de Shigeru Ohmachi
- 1980 : Caméra une première, temporada 3 episodio 6 Pollufission 2000, de Jean-Pierre Prévost
- 1980 : Le Barbier de Séville, de Jean Pignol
- 1980 : George Dandin, de Yves-André Hubert
- 1981 : Blanc, bleu, rouge, de Yannick Andréi
- 1981 : Le Boulanger de Suresnes, de Jean-Jacques Goron
- 1981 : La Ville noire, de Jacques Tréfouel
- 1981 : Le Rembrandt de Verrières, de Pierre Goutas
- 1981 : Antoine et Julie, de Gabriel Axel
- 1981 : Minoïe, de Jean Jabely y Philippe Landrot
- 1981 : Peer Gynt, de Bernard Sobel
- 1982 : Deuil en vingt-quatre heures, de Frank Cassenti
- 1982 : Caméra une première, temporada 4 episodio 2 : En votre aimable règlement, de Jean-Claude Charnay
- 1982 : Marion, episodio Qui trop efface
- 1982 : Marion, episodio Michel Bailleul, architecte naval
- 1982 : L'Australienne, de Yves-André Hubert
- 1982 : Malesherbes, avocat du roi, de Yves-André Hubert
- 1982 : Le Serin du major, de Alain Boudet
- 1983 : Les Cinq Dernières Minutes, episodio À bout de course, de Claude Loursais
- 1983 : La Chambre des dames, de Yannick Andréi
- 1984 : Tu peux toujours faire tes bagages, de Jacques Krier
- 1984 : L'Instit, de Gérard Gozlan
- 1984 : Emmenez-moi au théâtre : Croque-Monsieur, de Marcel Mithois, dirección de Yannick Andréi
- 1984 : Jacques le fataliste et son maître, de Claude Santelli
- 1985 : Le Petit Théâtre d'Antenne 2: Le Déjeuner marocain, de Jules Romains, dirección de Pierre Badel
- 1985 : Colette, de Gérard Poitou-Weber
- 1986 : Félicien Grevèche, de Michel Wyn
- 1987 : Les Cinq Dernières Minutes, episodio Une paix royale, de Gérard Gozlan
- 1989 : Olympe de nos amours, de Serge Moati
- 1989 : Les Enquêtes du commissaire Maigret, episodio Maigret et l'inspecteur malgracieux, de Philippe Laïk
- 1989 : Le Masque: Les Yeux en bandoulière, de Pierrick Guinard
- 1989 : Si Guitry m'était conté: Le Veilleur de nuit, de Alain Dhenault
- 1990 : Ivanov, de Arnaud Sélignac
- 1990 : Eurocops: episodio Ligne d'enfer, de Gérard Gozlan
- 1990 : Les Cinq Dernières Minutes, episodio Hallali, de Patrick Bureau
- 1990 : Les Cinq Dernières Minutes, episodio Ça sent le sapin
- 1991 : Maxime et Wanda : Une révolution clé en main, de Henri Helman
- 1991 : L'Amant de ma sœur, de Pierre Mondy
- 1992 : L'Affaire Salengro, de Denys de La Patellière
- 1992 : Poivre et Sel, de Paul Siegrist
- 1993 : Pris au piège, de Michel Favart
- 1993 : Amour fou, de Roger Vadim
- 1994 : Chèques en boîte, de Nicolas Gessner
- 1994 : Le Dernier Tour, de Thierry Chabert
- 1995 : Terres gelées, de Maurice Frydland
- 1995 : Les Vacances de l'inspecteur Lester, de Alain Wermus
- 1995 : Maxime et Wanda: Les Belles Ordures, de Claude Vital
- 1995 : Maxime et Wanda: L'homme qui n'en savait pas assez, de Joël Séria

## Premios
- Premio Molière de 1990: Nominado como mejor actor de reparto por Ivanov
- Premio Molière de 1992: Premio al mejor actor por L'Antichambre
- 1995 : Premio Plaisir du Théâtre